# Piper angamarcanum
Piper angamarcanum é uma espécie de planta de pimenta da família Piperaceae. É endêmica do Equador .